# Lake Batyo Catyo
Lake Batyo Catyo är en sjö i Australien. Den ligger i delstaten Victoria, omkring 230 kilometer nordväst om delstatshuvudstaden Melbourne. Lake Batyo Catyo ligger 120 meter över havet. Arean är 2,3 kvadratkilometer. Den sträcker sig 1,3 kilometer i nord-sydlig riktning, och 1,4 kilometer i öst-västlig riktning.
Trakten runt Lake Batyo Catyo består till största delen av jordbruksmark. Trakten runt Lake Batyo Catyo är nära nog obefolkad, med mindre än två invånare per kvadratkilometer. Genomsnittlig årsnederbörd är 528 millimeter. Den regnigaste månaden är juli, med i genomsnitt 80 mm nederbörd, och den torraste är januari, med 13 mm nederbörd.